# (49500) Ishitoshi
(49500) Ishitoshi est un astéroïde de la ceinture principale.

## Description
(49500) Ishitoshi est un astéroïde de la ceinture principale. Il fut découvert le 14 février 1999 à Ōizumi par Takao Kobayashi. Il présente une orbite caractérisée par un demi-grand axe de 3,12 UA, une excentricité de 0,30 et une inclinaison de 14,2° par rapport à l'écliptique.

## Compléments